# امپراتور تائی زو (سونگ)
ژائو کوآنگ یین یا امپراتور تائی زو مؤسس دودمان سونگ شمالی بود که از ۹۶۰ تا۹۷۶ میلادی سلطنت کرد. او کار وحدت چین را آغاز کرد؛ برنامه ای بزرگ که برادر و جانشینش ، امپراتور تائی زونگ ، آن را به پایان رساند.

## اقدامات
تائی زو در ابتدا بر حکومت های جنوبی چین غلبه کرد. سپس به جنگ با دولت های شمالی پرداخت. پیروزی مقتدرانه او در نبرد گائوپینگ علیه هان شمالی و لیائو ، فرمانروایی بر بخش بزرگی از چین را برای او به ارمغان آورد.